# Rolf Zehetbauer
Rolf Zehetbauer (né le 13 février 1929 à Munich et mort le 23 janvier 2022) est un décorateur de cinéma allemand.

## Biographie
Après des études d'art à Munich, après la fin de la Seconde Guerre mondiale, Rolf Zehetbauer travaille comme assistant décorateur pour Bavaria Film. Dès 1951, il devient le décorateur principal et dirige les constructions du studio jusqu'en 1963. En 1965, il est responsable des décors de la série télévisée Commando spatial - La Fantastique Aventure du vaisseau Orion. Lui, Werner Achmann et Herbert Strabel forment une équipe travaillant sur les plus grandes productions allemands et internationales, notamment les productions américaines dans les studios de Bavaria. Son film le plus célèbre est Cabaret de Bob Fosse, pour lequel il reçoit un Oscar. Zehetbauer est également responsable des succès de Das Boot ou L'Histoire sans fin.
Rolf Zehetbauer se fait aussi un nom en dehors du cinéma. Il conçoit les salles d'exposition du Deutsches Museum Bonn (de) ouvert en 1995. En 2004, il rénove la Hacker-Festzelt à l'Oktoberfest.

## Filmographie partielle
- 1948 : L'Homme à l'étoile changeante (de)
- 1950 : Terre de violence
- 1952 : Der eingebildete Kranke (de)
- 1953 : Damenwahl (de)
- 1954 : Sans toi je n'ai plus rien
- 1954 : L'Amiral Canaris
- 1955 : Les Rats
- 1955 : Du mein stilles Tal
- 1955 : Rendez-moi justice
- 1956 : Au revoir Franziska
- 1956: Kitty à la conquête du monde
- 1958: Scampolo
- 1958: La Nuit quand le diable venait
- 1958: La Muselière (en)
- 1960: Au nom de Dieu (de)
- 1960: Les Chacals meurent à l'aube
- 1960: Les Eaux saintes
- 1960: La Grande Vie
- 1961: Le Jeu de l'assassin (de)
- 1962: Er kann’s nicht lassen (de)
- 1962: L'Irrésistible célibataire
- 1963: Ein Mann im schönsten Alter
- 1966: Razzia au F.B.I.
- 1972: Cabaret
- 1972: Roi, Dame, Valet
- 1974: Le Dossier Odessa
- 1977: Une femme fatale
- 1977: L'Œuf du serpent
- 1977: L'Ultimatum des trois mercenaires
- 1978: Despair
- 1978: La Cible étoilée
- 1980: De la vie des marionnettes
- 1981: Le Bateau (Das Boot)
- 1981: Lili Marleen
- 1981: Lola, une femme allemande
- 1981: La Nuit de l'évasion
- 1982: L'As des as
- 1982: Le Secret de Veronika Voss
- 1982: Querelle
- 1984: L'Histoire sans fin
- 1985: Enemy
- 1988: Ödipussi (de)
- 1992: Classe spéciale
- 1994: L'Histoire sans fin 3 : Retour à Fantasia
- 1995: Frère sommeil
- 1997: Comedian Harmonists
- 2000 : Otto – Der Katastrofenfilm
- 2003 : Luther
- 2003 : Raumpatrouille Orion – Rücksturz ins Kino (de)